# 澤田悌
澤田 悌（さわだ やすし、1913年1月4日 -  2003年4月3日）は、日本の金融官僚。公正取引委員会委員長を務めた。

## 来歴・人物
福島県須賀川市出身。1935年に高等試験行政科に合格し1936年に東京帝国大学法学部政治学科を卒業し、同年に日本銀行に入行。
1966年6月から1969年12月までに理事を務めた。1969年12月に国民金融公庫総裁、1976年4月に公正取引委員会委員長を経て、1977年10月から1981年9月までに日本住宅公団総裁を務めた。
1985年4月に勲一等瑞宝章を受章。
2003年4月3日肺炎のために死去。90歳没。